# Emmanuel Yarborough
Pour les articles homonymes, voir Yarborough.
Emmanuel Yarborough surnommé Manny Yarborough, né le 5 septembre 1964 à Rahway dans le New Jersey et mort le 21 décembre 2015  à Richmond (Virginie), est un sumotori amateur afro-américain et un pratiquant professionnel en MMA, ayant également fait de la compétition en judo, lutte et en football américain.
Il mesure 2,03 mètres et a été pesé à plus de 363 kg. Il détient le record du monde Guinness de l'athlète le plus lourd. Avec 273 kg lors de son combat contre Keith Hackney lors de l'UFC 3, le 9 septembre 1994 il détient le record du combattant de MMA le plus lourd.
Il a été le champion du monde amateur de sumo en 1995 et il est l'un des lutteurs de sumo les plus connus en dehors du Japon. Il a participé à des compétitions de combat libre, notamment lors de l'UFC où il perdit contre Keith Hackney, surnommé par la suite « The Giant Killer ». Il est également apparu au PRIDE Fighting Championships, perdant contre Daiju Takase.
Il a fait plusieurs apparitions au cinéma et à la télévision. En 1997 dans le film de Bollywood Mr. and Mrs. Khiladi (en), dans la série télévisée de HBO Oz.
Il était récemment avant sa mort impliqué dans la campagne nommée « GET TINY » qui est destinée à promouvoir la lutte contre l'obésité aux États-Unis.

## Palmarès MMA
| 3 combats : 1 victoire, 2 défaites. |          |        |                 |                            |                      |               |       |
| Date                                | Résultat | Record | Adversaire      | Événement                  | Décision             | Round, Time   | Notes |
| 24 juin 1998                        | Défaite  | 1-2    | Daiju Takase    | Pride 3                    | Submission (Strikes) | Round 2, 3:22 |       |
| 26 avril 1998                       | Victoire | 1-1    | Tatsuaki Nakano | Shooto Shoot the Shooto XX | Submission (Smother) | Round 1, 1:17 |       |
| 9 septembre 1994                    | Défaite  | 0-1    | Keith Hackney   | UFC 3                      | TKO (Strikes)        | Round 1, 1:59 |       |